# Джефф Ґреєр
Джефф Ґреєр (англ. Jeff Grayer, 17 грудня 1965) — американський баскетболіст.
Бронзовий призер Олімпійських Ігор 1988 року.